# Marikina
Marikina (offiziell englisch City of Marikina, Tagalog Lungsod ng Marikina) ist eine philippinische Component City im Norden der Hauptstadtregion Metro Manila. Nach dem Zensus von 2015 hatte Marikina 450.741 Einwohner, die in 16 Barangays lebten. Sie wird als Stadt der ersten Einkommensklasse auf den Philippinen und als hoch urbanisiert eingestuft.

## Geographie
Marikinas Nachbargemeinden sind Quezon im Westen und Norden, San Mateo im Nordosten, Antipolo im Osten und Cainta und Pasig im Süden. Die Topographie der Großstadt ist gekennzeichnet durch das Flachland im Südosten der zentralen Luzon-Tiefebene und den gebirgigen Ausläufern der Sierra Madre im Nordosten.

## Sehenswertes
Das Marikina Shoe Museum, in dem eine Sammlung von 1500 Schuhen der Imelda Marcos ausgestellt ist. Durch dieses Museum ist die Stadt 1978 international bekannt geworden. Der Marikina Sports Complex, in dem bei den Südostasienspielen 2005 die Fußballspiele der Frauen ausgetragen wurden.

## Baranggays
- Barangka
- Concepcion Uno
- Concepcion Dos
- Fortune
- Parang
- Marikina Heights
- Nangka
- Santa Elena
- Santo Niño
- Tañong
- Tumana
- Jesus De La Peña
- Malanday
- Industrial Valley
- San Roque
- Calumpang

## Städtepartnerschaften
- Brampton, Kanada
- Singapur
- Monterrey, Mexiko
- Plano, Vereinigte Staaten
- Zhanjiang, Volksrepublik China
- Rayong, Thailand
- Toulon, Frankreich

## Söhne und Töchter der Stadt
- Loren Legarda (* 1960), Journalistin, Politikerin und langjährige Senatorin
- Abel Estanislao (* 1995), Schauspieler, Sänger und Model